# Batalha de Plochnik
A Batalha de Pločnik foi travada em 1386 (ou, de acordo com outras fontes, em 1387), na vila de Pločnik, perto de Prokuplje no sudeste da moderna Sérvia, entre as forças sérvias do cnezo Lázaro da Sérvia e o exército otomano do sultão Murade I.

## Prelúdio
A Batalha de Pločnik foi o segundo confronto entre otomanos e as forças de Lázaro - a primeira foi em 1381, na Batalha de Dubravnica -, mas esta seria a última antes do desastre da Batalha do Cosovo em 1389.
Depois de Dubravnica, o sultão Murade I foi distraído por uma campanha contra os caramânidas e os derrotou perto de Cônia. Os soldados sérvios, alistados entre os diversos príncipes sérvios vassalos, lutaram pelos otomanos. Por causa dos sucessivos saques às propriedades civis na Sérvia contra as ordens do sultão, alguns soldados foram executados e entre eles estavam alguns destes sérvios, o que provocou uma antipatia contra os otomanos no exército de Lázaro, atraindo o apoio de muitos príncipes. Na época, um deles, em Escodra, escreveu para o sultão oferecendo sua lealdade em troca de ajuda militar. Murade I, reconhecendo a oportunidade, ordenou que "(Cula) Saim Bei" (que não deve ser confundido com Lala Shain Paxá) que preparasse suas tropas.

## Batalha
O exército sérvio emergiu vitorioso da batalha, mas os detalhes são escassos. Saim Bei invadiu a Sérvia com 20 000 akinjis quando soube que os príncipes sérvios tramavam contra ele, avançando até Pločnik, mas não conseguiu encontrar o exército inimigo e passou a duvidar de sua existência. Durante a campanha, muitos de seus soldados (aproximadamente 18 000), impacientes, se separaram para saquear a região, desobedecendo as ordens do sultão. Saim ficou com apenas 2 000 soldados. Os sérvios, por outro lado, sabiam, através de espiões, exatamente o que acontecia no acampamento otomano.
Foi então que o exército sérvio-bósnio atacou os 18 000 akinjis que se ocupavam em pilhar a população; despreparados, indisciplinados e pegos de surpresa, eles nada conseguiram fazer para reagir sem o seu general. Apenas 5 000 deles conseguiram sair vivos do combate. Miloš Obilić, que seria no futuro um herói no folclore sérvio por seus atos na Batalha do Cosovo, foi ferido por uma flecha neste combate.

## Consequências
Esta vitória aumentou muito o prestígio dos sérvios e de seus príncipes. Foi também a primeira vez que Murade considerou abandonar a campanha nos Bálcãs. Porém, ele decidiu fazer uma última poderosa tentativa de atingir o coração da revitalizada Sérvia: Cosovo.